# Pico Shishman

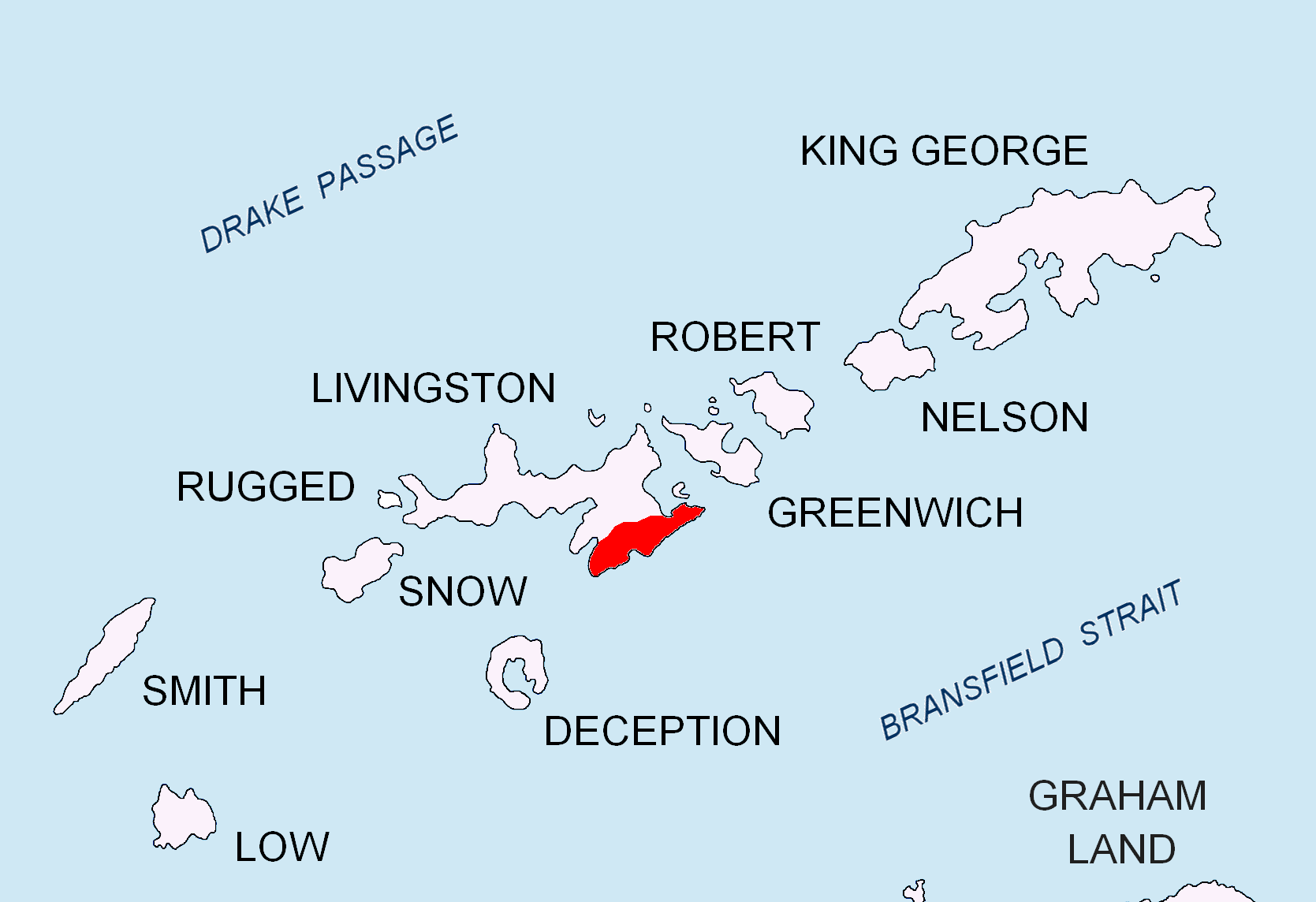
Ubicación de las montañas Tangra en la isla Livingston de las islas Shetland del Sur..

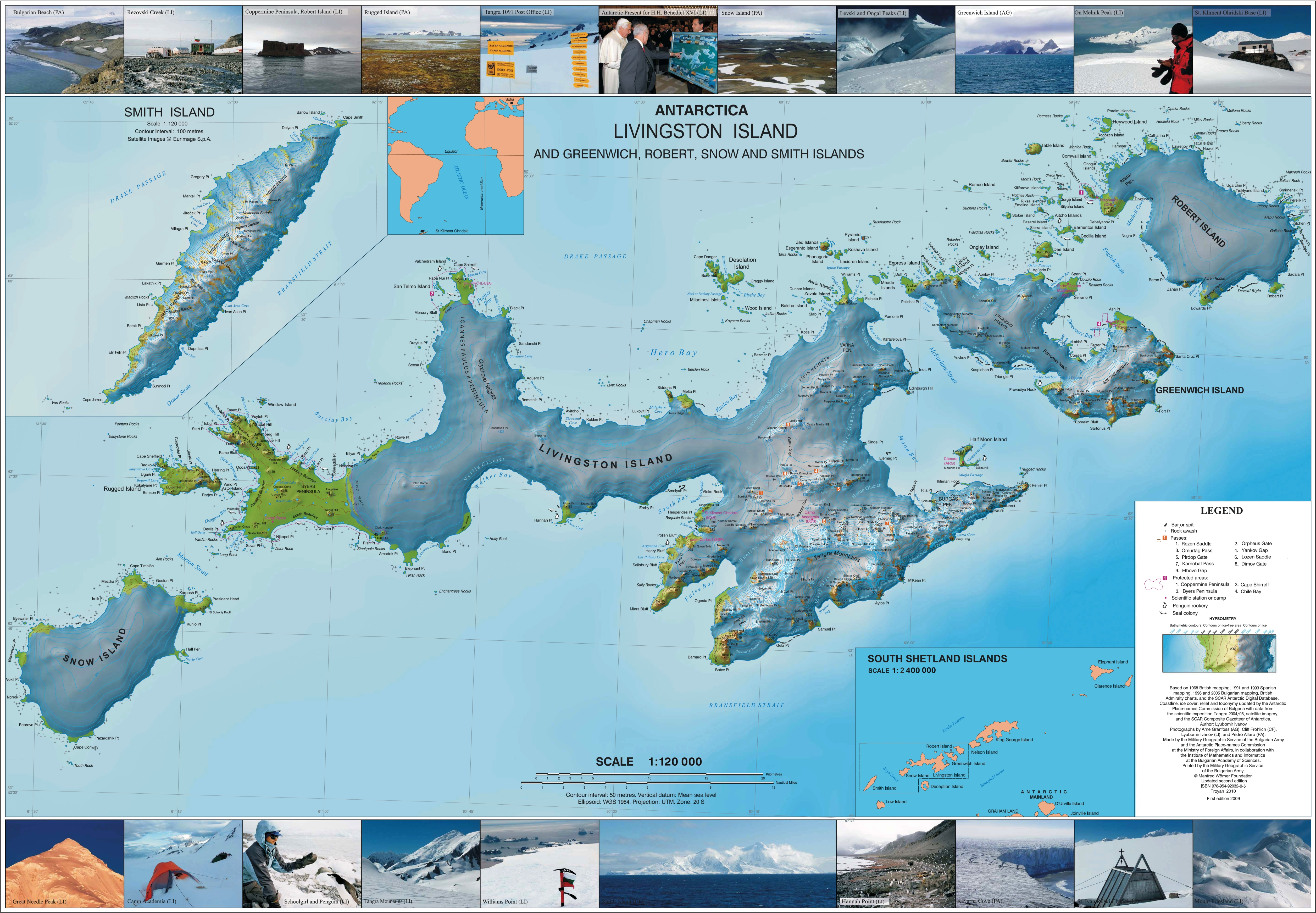
Mapa topográfico de la isla Livingston, Greenwich, Robert, Snow y las islas Smith.

El Pico Shishman (Vrah Shishman \'vr&h shish-'man\) se eleva a más de 800 m en el extremo este del paso Levski, las montañas Tangra, al este de la isla Livingston en las Islas Shetland del Sur, Antártida. El pico domina el glaciar Iskar y la ensenada Bruix hacia el nornordeste y el glaciar Magura al sur. El pico lleva el nombre del zar Iván Shishman de Bulgaria, que reino entre 1371 y 1395.

## Ubicación
El pico se encuentra a 62°38′59.5″S 59°59′28″O / -62.649861, -59.99111, que está al oeste del collado Devin, 780 m al noreste del Pico Plovdiv, 1,43 km al oeste-noroeste del Pico Kuber y 3,45 km al sursudoeste del Punto Rila (mapeo búlgaro en 2005 y 2009).

## Mapas
- L.L. Ivanov et al. Antarctica: Livingston Island and Greenwich Island, South Shetland Islands. Scale 1:100000 topographic map. Sofia: Antarctic Place-names Commission of Bulgaria, 2005.
- L.L. Ivanov. Antarctica: Livingston Island and Greenwich, Robert, Snow and Smith Islands. Scale 1:120000 topographic map.  Troyan: Manfred Wörner Foundation, 2009.  ISBN 978-954-92032-6-4